# Louane
Louane (nota anche come Louane Emera), pseudonimo di Anne Edwige Maria Peichert (Hénin-Beaumont, 26 novembre 1996), è una cantante, attrice e doppiatrice francese.
Ha rappresentato la Francia all'Eurovision Song Contest 2025 con l'inedito Maman, classificandosi al settimo posto.

## Carriera

### The Voicee debutto come attrice
Dopo aver sviluppato una forte passione per la musica grazie all'influenza della sua tata Monique ed aver eseguito fenomenali performance televisive, nel 2013 prende parte alla seconda edizione della versione francese di The Voice: La Plus Belle Voix, riuscendo ad arrivare in semifinale. Conclusa l'esperienza televisiva decide di utilizzare come nome d'arte Louane, che nasce dalla fusione fra il suo nome Anne e quello di sua sorella Louise.
Nel 2014 debutta come attrice nel film La famiglia Bélier, il cui regista Éric Lartigau l'aveva notata proprio durante la partecipazione a The Voice. Il film, per il quale Peichert ha appositamente studiato la lingua dei segni, ottiene un successo di pubblico molto forte e le permette di vincere alcuni importanti premi tra cui il Premio Lumière per la miglior promessa femminile.

### Carriera musicale
Archiviato l'enorme successo del suo primo lavoro come attrice, Louane si dedica principalmente all'attività musicale. Dopo aver firmato un contratto discografico come Mercury Records, l'artista pubblica Il suo primo album, Chambre 12 il 2 marzo 2015. Il progetto è stato l'album più venduto dell'anno in Francia ed ottiene il Premio per l'album rivelazione dell'anno a febbraio 2016; 3 mesi dopo erano state certificate 1 200 000 copie vendute. L'album ottiene la certificazione doppio diamante in Francia.
Nel 2017 ha pubblicato l'album eponimo Louane, che è diventato un altro successo in Francia. Il primo singolo estratto On ètait beau è stato certificato disco di platino in Francia. A fine 2020 ha pubblicato il suo terzo lavoro discografico, Joie de vivre.
Il 31 gennaio 2025, l'emittente televisiva France Télévisions ha annunciato di aver selezionato internamente Louane per rappresentare la Francia all'Eurovision Song Contest 2025 a Basilea. Il 15 marzo successivo, ha eseguito in anteprima il suo brano eurovisivo, Maman, durante l'intervallo della partita di rugby Francia-Scozia del torneo Sei Nazioni, allo Stade de France di Parigi. Durante la finale eurovisiva del 17 maggio, si è classificata al settimo posto complessivo con 230 punti; inoltre è stata insignita di due premi speciali assegnati prima della finale: i Premi Marcel Bezençon della stampa e per il miglior contributo artistico.

## Discografia

### Album in studio
- 2015 – Chambre 12
- 2017 – Louane
- 2020 – Joie de vivre
- 2022 – Sentiments
- 2024 – Solo

### EP
- 2014 – Avenir

### Raccolte
- 2025 – Tiens mon best-of

### Singoli
- 2014 – Jour 1
- 2014 – Avenir
- 2015 – Jeune (j'ai envie)
- 2015 – Nos secrets
- 2015 – Maman
- 2016 – Tourne
- 2017 – On était beau
- 2017 – Si t'étais là
- 2018 – Immobile
- 2018 – No
- 2018 – Midi sur novembre (feat. Julien Doré)
- 2020 – Donne-moi ton cœur
- 2020 – Peut-être
- 2020 – Désolée
- 2021 – Aimer à mort
- 2021 – Gamer Girl
- 2022 – Secret
- 2023 – Pardonne-moi
- 2024 – Les étoiles
- 2024 – La pluie
- 2025 – Maman

## Filmografia

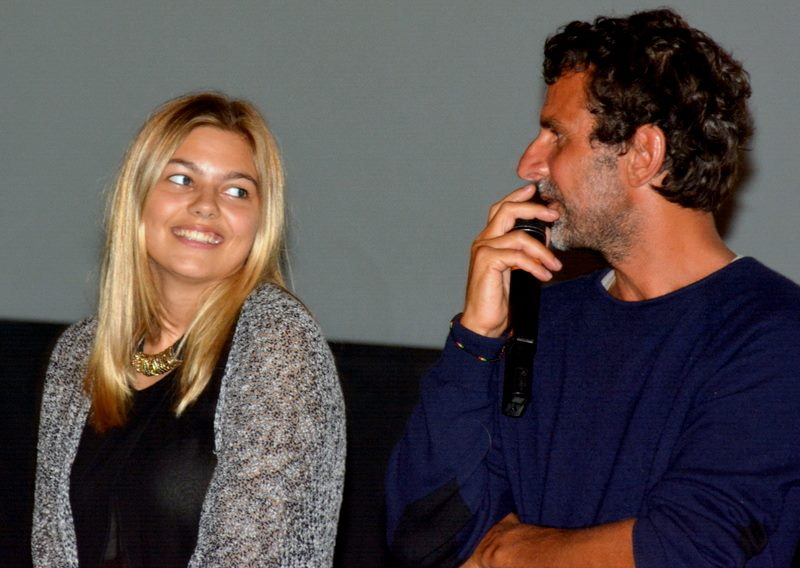
Louane durante la première del film La famiglia Bélier

### Attrice
- La famiglia Bélier, regia di Éric Lartigau (2014)
- No Patriotes, regia di Gabriel Le Bomin (2017)
- Les Affamés, regia di Léa Frédeval (2018)
- Marie-Line et son juge, regia di Jean-Pierre Améris (2023)

### Televisione
- Morts à l'aveugle – serie TV (2020)
- Visions – miniserie TV (2022)

### Doppiaggio
- Trolls, regia di Mike Mitchell e Walt Dohrn (2016)
- Sahara, regia di Pierre Coré (2017)
- Gli incredibili 2, regia di Brad Bird (2018)
- Belle, regia di Mamoru Hosoda (2021)
- Luck, regia di Peggy Holmes (2022)

## Riconoscimenti
- Premi Lumière 2015: Migliore promessa femminile per La Famille Bélier
- Premi César 2015: Migliore promessa femminile per La Famille Bélier
- NRJ Music Awards 2015: Rivelazione francofona dell'anno
- Prix Talents W9 2016: Premio speciale del pubblico
- Premi della musica 2016: Album rivelazione per Chambre 12
- Prix Talents France Bleu 2015, eletta da internauti e radioascoltatori
- Gulli'z 2015:[12] categorie Cantante preferita e Brano preferito per Jour 1
- NRJ Music Awards 2017: Artista femminile francofona dell’anno
- Album RTL de l'année 2018 per Louane
- NRJ Music Awards 2023: Canzone francofona dell’anno per Secret
- Marcel Bezençon Awards 2025:[11] Premio della stampa e premio artistico per Maman